# 4. Międzynarodowy Festiwal Filmowy w Cannes
4. Międzynarodowy Festiwal Filmowy w Cannes odbył się w dniach 3–20 kwietnia 1951 roku.
Jury pod przewodnictwem francuskiego pisarza André Maurois przyznało nagrodę główną festiwalu, Grand Prix, ex aequo włoskiemu filmowi Cud w Mediolanie w reżyserii Vittoria De Siki oraz szwedzkiemu filmowi Panna Julia w reżyserii Alfa Sjöberga.

## Jury Konkursu Głównego
- André Maurois, francuski pisarz − przewodniczący jury[2]
- Suzanne Bidault-Borel, francuska dyplomatka
- Louis Chauvet, francuski dziennikarz
- Guy Desson, francuski polityk
- Jacques Ibert, francuski kompozytor
- René Jeanne, francuski krytyk filmowy
- Alexandre Kamenka, francuski producent filmowy - członek zastępczy
- Gaby Morlay, francuska aktorka
- Carlo Rim, francuski reżyser
- Evrard de Rouvre, francuski producent filmowy
- Louis Touchagues, francuski malarz
- Paul Verneyras, francuski polityk - członek zastępczy
- Paul Vialar, francuski pisarz
- Paul Weill, francuski krytyk filmowy - członek zastępczy